# باتريك مابيدي
باتريك مابيدي (بالإنجليزية: Patrick Mabedi)‏ (مواليد 5 نوفمبر 1973 في بلانتيري) لاعب كرة قدم ملاوي دولي يجيد اللعب في خط الدفاع . يلعب حاليا لصالح نادي موروكا سوالوز الجنوب الأفريقي من سنة 2006 .

## روابط خارجية
- باتريك مابيدي على موقع الاتحاد الدولي (مؤرشف)  (الإنجليزية)
- باتريك مابيدي على موقع قاعدة بيانات كرة القدم.إي يو (الإنجليزية)
- باتريك مابيدي على موقع ناشيونال فوتبول تيمز (الإنجليزية)